# Abraham Isaac Kook
Abraham Isaac Kook (en hebreu: אברהם יצחק הכהן קוק), Daugavpils, Letònia, 1865 - Jerusalem, 1935) fou un religiós jueu letó, que va emigrar a Palestina el 1904. El 1921, esdevingué el primer gran rabí asquenazita de la "Llar Nacional Jueva" en el Mandat Britànic de Palestina, càrrec que s'acabava de crear. Era un rabí conegut pels seus coneixements talmúdics. El 1924, va crear la ieixivà Merkaz HaRav.

## Biografia
La seva acceptació del càrrec de gran rabí, càrrec "sionista" per excel·lència, demostra la seva conformitat amb els principis del sionisme religiós. Des d'aquest càrrec utilitzà el seu prestigi per reforçar el corrent sionista religiós en el si del Judaisme ortodox, al Mandat Britànic de Palestina i a la resta del món.
El 1912, els ortodoxos "moderns" (amb l'excepció dels sionistes Mizrahi) i els ultraortodoxos havien creat el partit Agudat Israel, molt hostil al sionisme inicialment, si bé amb el pas dels anys pràcticament la totalitat dels ortodoxos d'Agudat Israel van donar suport a la creació de l'Estat d'Israel, arribant a signar la seva declaració d'independència. Aquesta evolució es deu en bona part a l'obstinació del rabí Kook per compatibilitzar l'ortodòxia religiosa amb el sionisme i al genocidi dels jueus durant l'Holocaust.
No obstant això, cal assenyalar que l'actitud del rabí Kook davant el moviment Mizrachi en particular i davant el sionisme en general no està exempta de crítica. El rabí Kook es preocupava particularment davant la influència dels jueus laics en l'avenir del judaisme, i dubtava de la capacitat de resposta del Mizrahi.
Més enllà de la seva capacitat per legitimar el sionisme en el si del Judaisme ortodox, que en principi mostrava importants reticències, el rabí Kook va orientar també la ideologia del sionisme religiós cap a un vessant més messiànic. Per Kook, la redempció del poble jueu s'ha iniciat ja, i els sionistes, fins i tot els ateus, són portadors de parts d'aquesta redempció, fins i tot en contra de la seva voluntat. La reconstrucció d'una vida jueva autònoma en Palestina permet i anuncia la tornada dels jueus del seu exili, després la seva tornada a la pràctica religiosa, i finalment l'arribada del Messies. El sionisme és doncs una eina en el projecte de Déu per a l'adveniment dels temps messiànics.
Quan els britànics van trencar les oracions jueves al Mur de les Lamentacions el 1928, Kook va demanar un dia de dejuni, però com és habitual, la comunitat ultraortodoxa va ignorar les seves crides. Com a estudiant de 16 anys el 1932, Menachem Porush va ser expulsat d'Etz Chaim Yeshiva per disparar i cremar una efígie de Kook. No obstant això, hi havia altres rabins dins de l'Ortodòxia que es van pronunciar en suport de Kook, inclosos el Chofetz Jaim i Isser Zalman Meltzer. Es va afirmar que el rabí Solomon Eliezer Alfandari va atribuir el moviment fallit del Chofetz Jaim a la terra a causa de les disputes al voltant del rabí Kook.
La influència del rabí Kook en el desenvolupament del sionisme religiós és quàdruple:
- Va reforçar l'adhesió al sionisme en el si dels corrents jueus ortodoxos (encara que no entre els haredites ultraortodoxos).
- Ho va orientar en un sentit messiànic, relacionant la tornada del Messies amb el sionisme.
- Va unir la terra d'Israel a la salvació religiosa (i no només nacional) del poble jueu.
- A causa d'aquestes dues anteriors evolucions, va instituir les bases ideològiques de l'evolució ulterior i ultranacionalista d'una part important del sionisme religiós, encara que ell no fos directament responsable d'aquesta interpretació.